# Tangdynastins arton kejsargravar

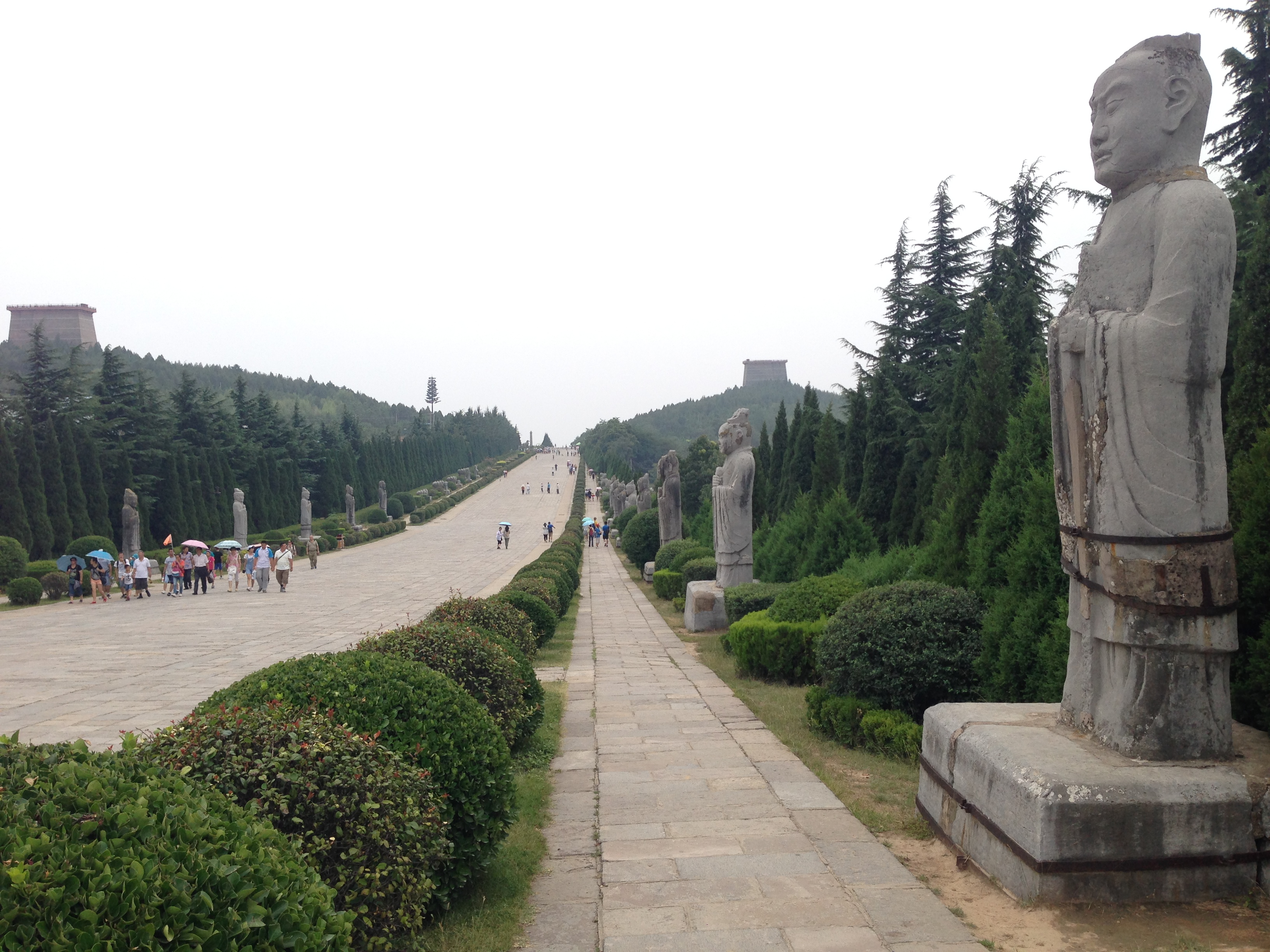
Processionsvägen mot Qianling.

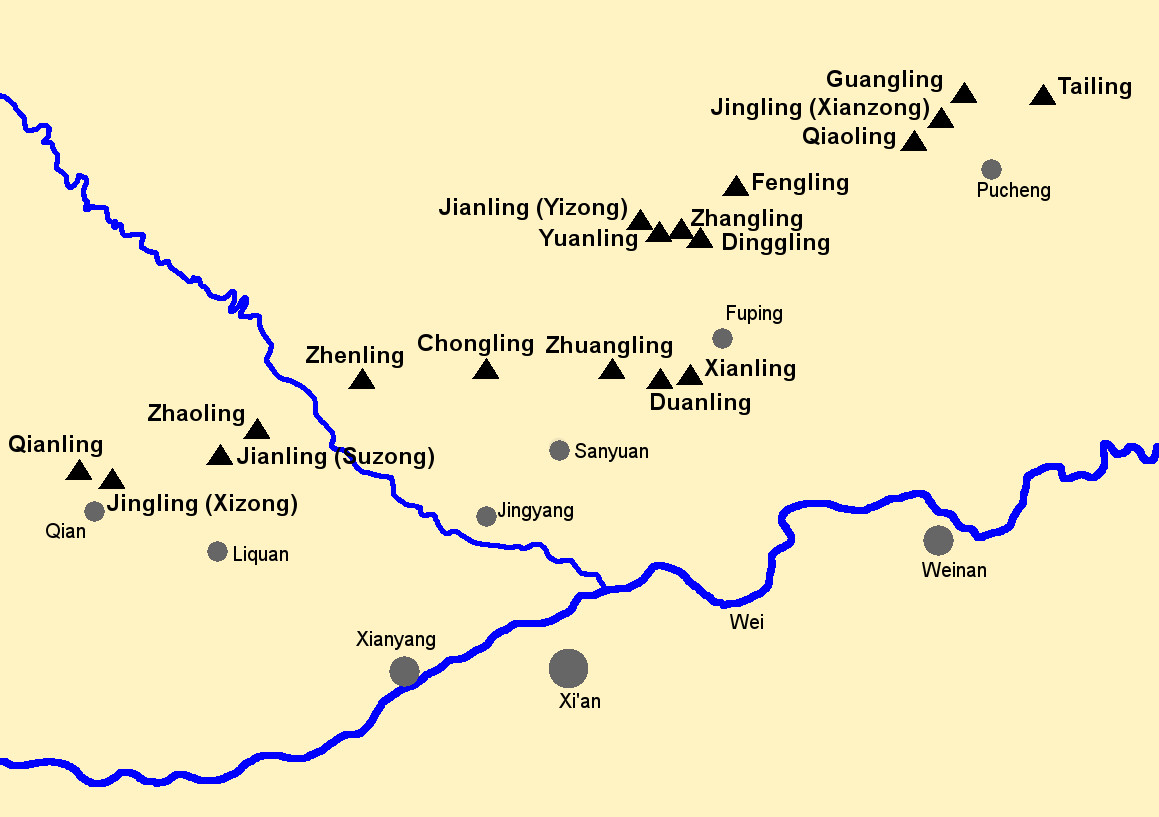
Karta över Tangdynastins arton kejsargravar.

Tangdynastins arton kejsargravar (唐十八陵; Táng shíbālíng) eller Guanzhongs arton Tangkejsargravar (关中十八唐帝陵; Guānzhōng shíbā Tángdìlíng) är en serie kejserliga gravfält från den kinesiska Tangdynastin (618–907).
De arton mausoleerna ligger i ett pärlband i öst- västlig riktning norr om Weifloden i Xianyang- och Weinanprefekturerna i Shaanxi-provinsen norr om dagens Xi'an, som också var Tangdynastins huvudstad Chang'an.
Dynastins sista två kejsare begravdes inte i Shaanxi. Kejsar Zhaozong (r. 888–904) begravdes i mausoleet Heling i Yanshi utanför Luoyang i Henan, och dynastins sista kejsare Tang Ai (r. 904–907) begravdes i mausoleet Wenling i Heze i Shandong.

## Lista över Tangdynastins arton kejsargravar
| Mausoleum       | Gravsatta                            | Typ         | Position                                                           | Not                                      |
| --------------- | ------------------------------------ | ----------- | ------------------------------------------------------------------ | ---------------------------------------- |
| Xianling 獻陵   | Kejsar Gaozu                         | jordpyramid | Sanyuan, Xianyang 34°41′59″N 109°07′52″Ö / 34.69972°N 109.13111°Ö  | -                                        |
| Zhaoling 昭陵   | Kejsar Taizong                       | berg        | Liquan, Xianyang 34°37′55″N 108°29′00″Ö / 34.63194°N 108.48333°Ö   | Det största av Tangdynastins gravkomplex |
| Qianling 乾陵   | Kejsar Gaozong Kejsarinnan Wu Zetian | berg        | Qian, Xianyang 34°34′30″N 108°12′50″Ö / 34.57500°N 108.21389°Ö     | -                                        |
| Dingling 定陵   | Kejsar Zhongzong                     | berg        | Fuping, Weinan 34°52′5″N 109°8′51″Ö / 34.86806°N 109.14750°Ö       | -                                        |
| Qiaoling 橋陵   | Kejsar Ruizong                       | berg        | Pucheng, Weinan 34°59′19″N 109°28′05″Ö / 34.98861°N 109.46806°Ö    | -                                        |
| Tailing 泰陵    | Kejsar Xuanzong                      | berg        | Pucheng, Weinan 35°02′21″N 109°40′04″Ö / 35.03917°N 109.66778°Ö    | -                                        |
| Jianling 建陵   | Kejsar Suzong                        | berg        | Liquan, Xianyang 34°35′54″N 108°25′44″Ö / 34.59833°N 108.42889°Ö   | -                                        |
| Yuanling 元陵   | Kejsar Daizong                       | berg        | Fuping, Weinan 34°52′32″N 109°05′04″Ö / 34.87556°N 109.08444°Ö     | -                                        |
| Chongling 崇陵  | Kejsar Dezong                        | berg        | Jingyang, Xianyang 34°42′21″N 108°49′41″Ö / 34.70583°N 108.82806°Ö | -                                        |
| Fengling 豐陵   | Kejsar Shunzong                      | berg        | Fuping, Weinan 34°56′02″N 109°12′03″Ö / 34.93389°N 109.20083°Ö     | -                                        |
| Jingling 景陵   | Kejsar Xianzong                      | berg        | Pucheng, Weinan 35°01′03″N 109°30′30″Ö / 35.01750°N 109.50833°Ö    | -                                        |
| Guangling 光陵  | Kejsar Muzong                        | berg        | Pucheng, Weinan 35°02′54″N 109°32′40″Ö / 35.04833°N 109.54444°Ö    | -                                        |
| Zhuangling 莊陵 | Kejsar Jingzong                      | jordpyramid | Sanyuan, Xianyang 34°42′24″N 109°01′04″Ö / 34.70667°N 109.01778°Ö  | -                                        |
| Zhangling 章陵  | Kejsar Wenzong                       | berg        | Fuping, Weinan 34°52′51″N 109°07′07″Ö / 34.88083°N 109.11861°Ö     | -                                        |
| Duanling 端陵   | Kejsar Wuzong                        | jordpyramid | Sanyuan, Xianyang 34°41′47″N 109°05′11″Ö / 34.69639°N 109.08639°Ö  | -                                        |
| Zhenling 貞陵   | Kejsar Xuanzong II                   | berg        | Jingyang, Xianyang 34°42′21″N 108°38′28″Ö / 34.70583°N 108.64111°Ö | -                                        |
| Jianling 簡陵   | Kejsar Yizong                        | berg        | Fuping, Weinan 34°53′23″N 109°03′16″Ö / 34.88972°N 109.05444°Ö     | -                                        |
| Jingling 靖陵   | Kejsar Xizong                        | jordpyramid | Qian, Xianyang 34°34′16″N 108°15′58″Ö / 34.57111°N 108.26611°Ö     | -                                        |

## Galleri

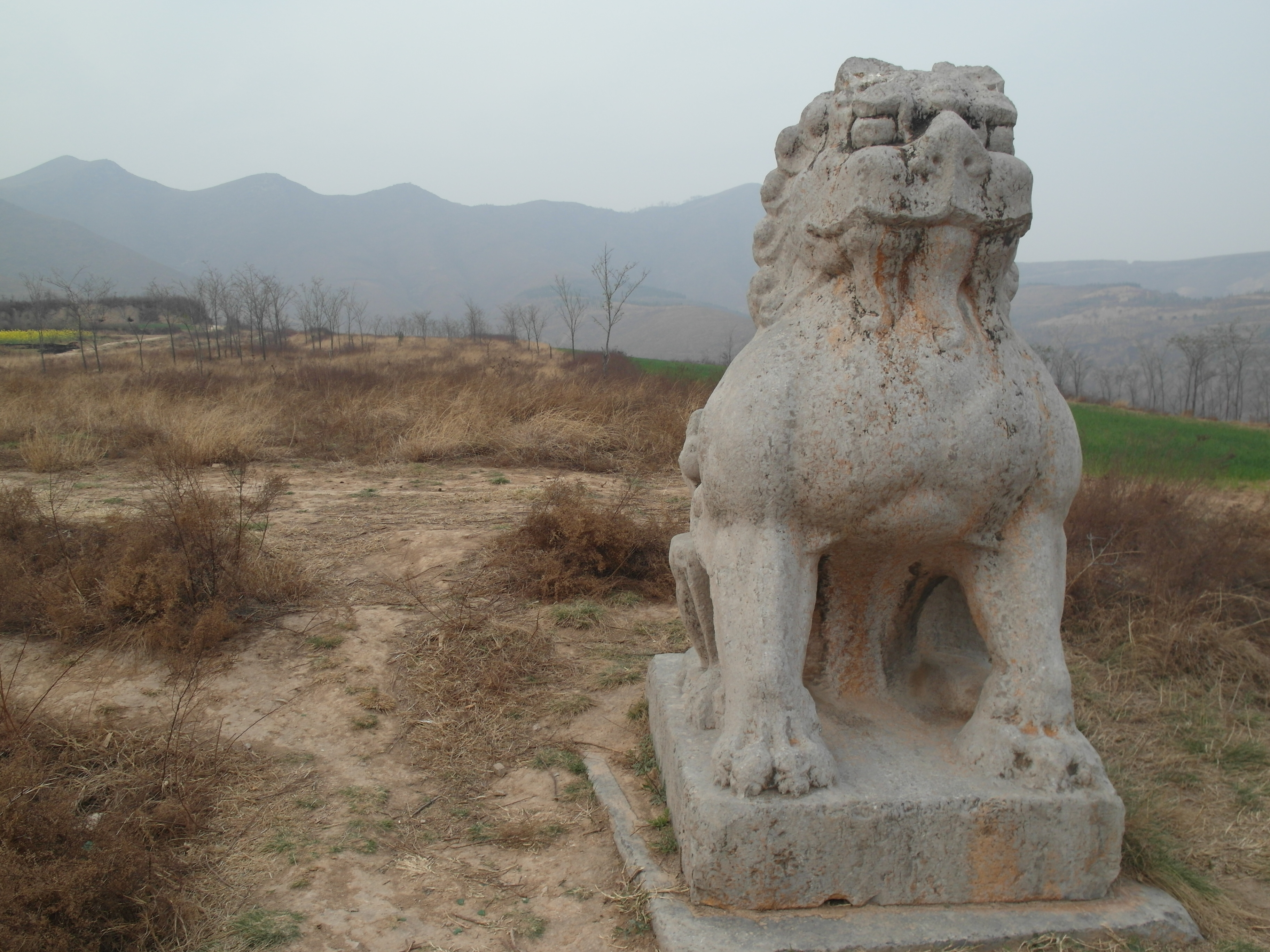
Chongling
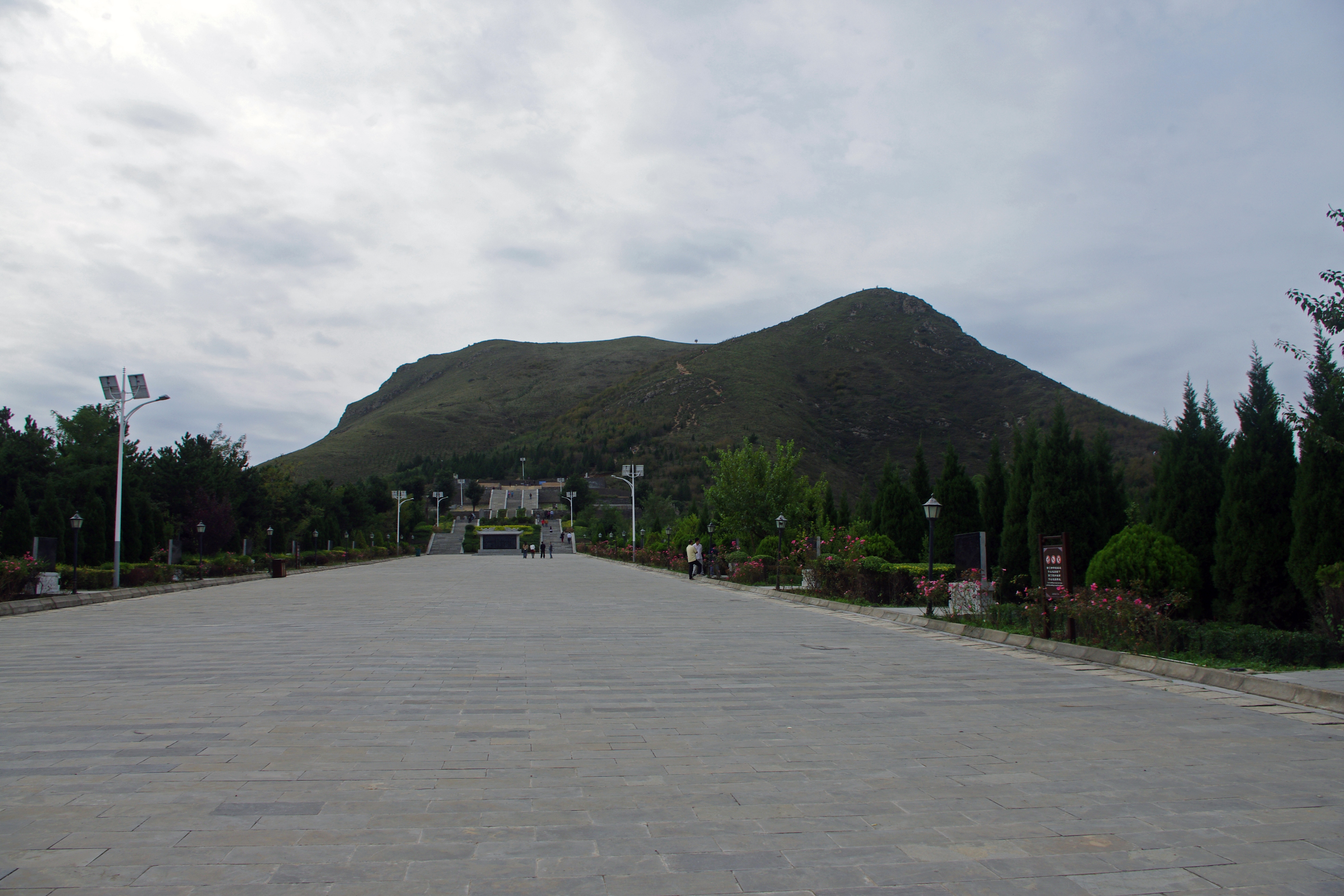
Zhaoling
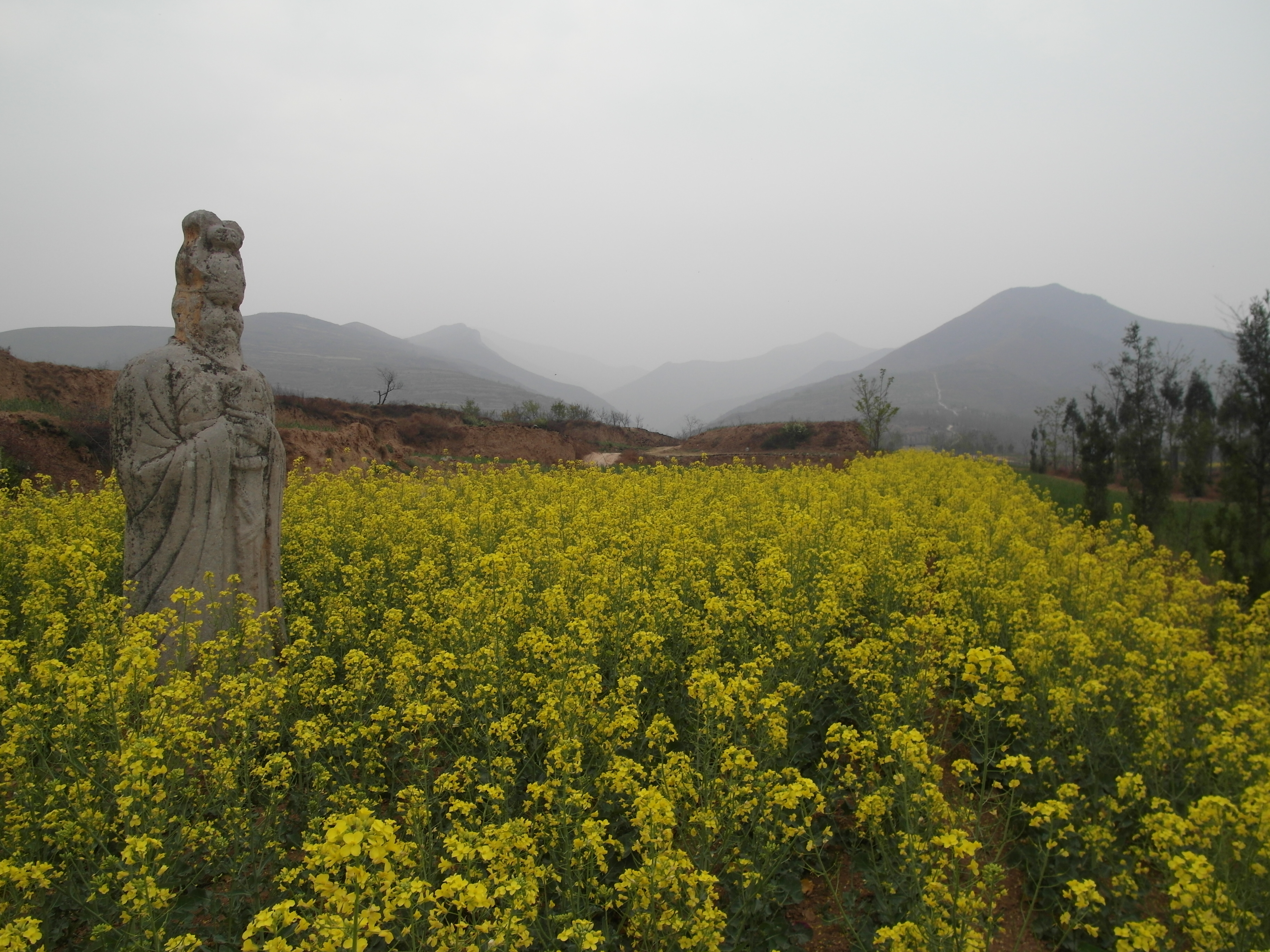
Zhenling
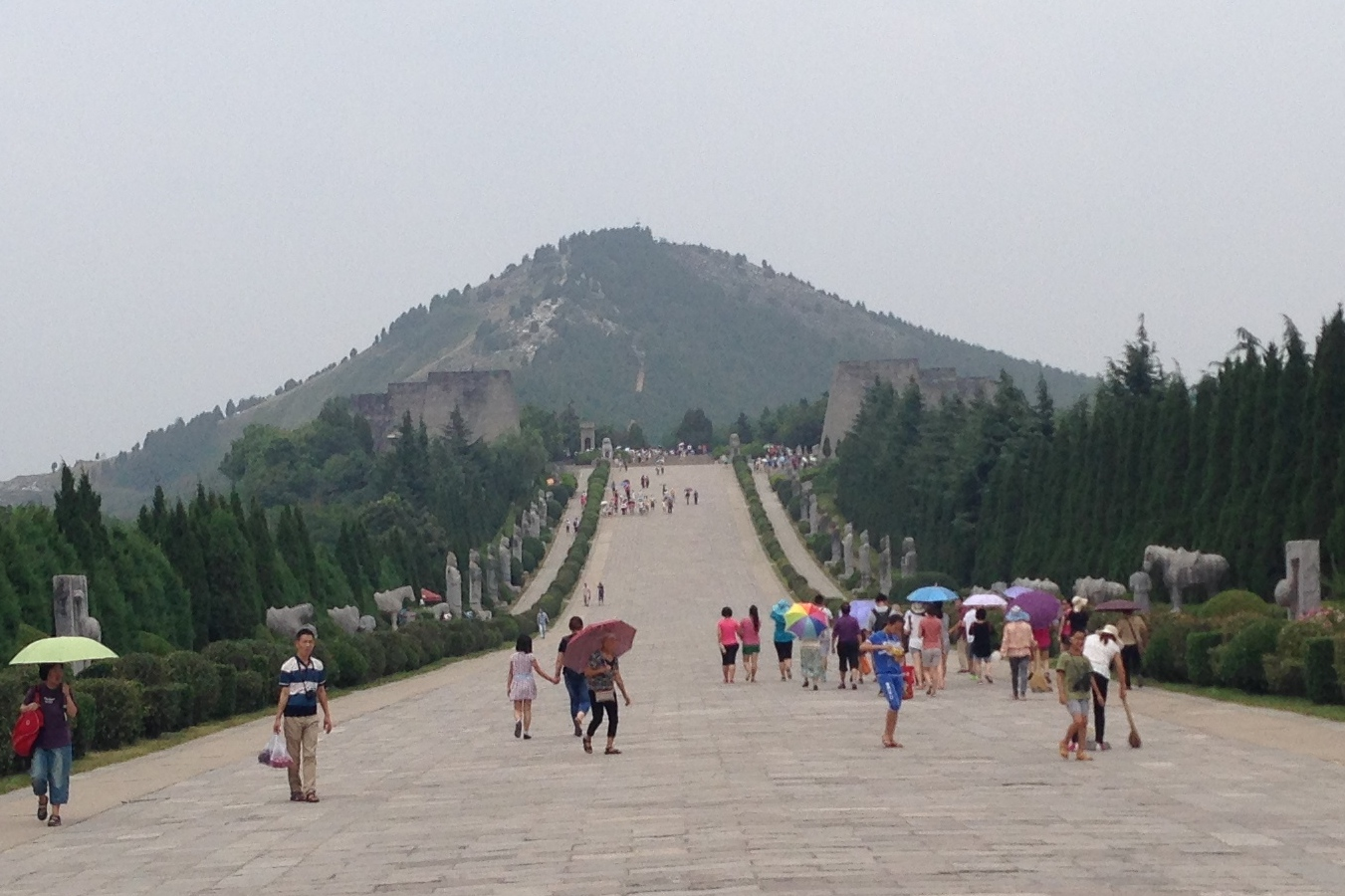
Qianling
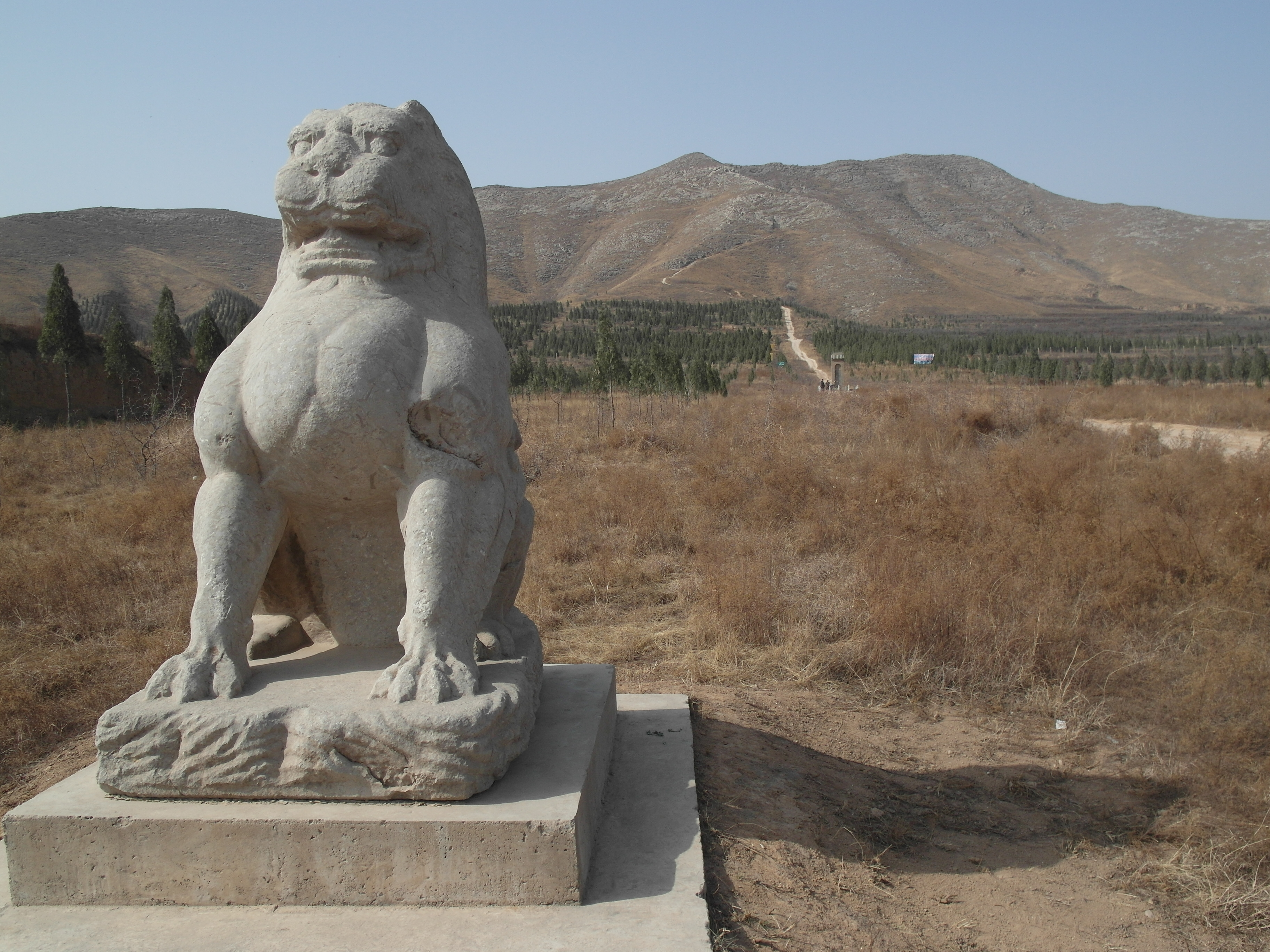
Tailing
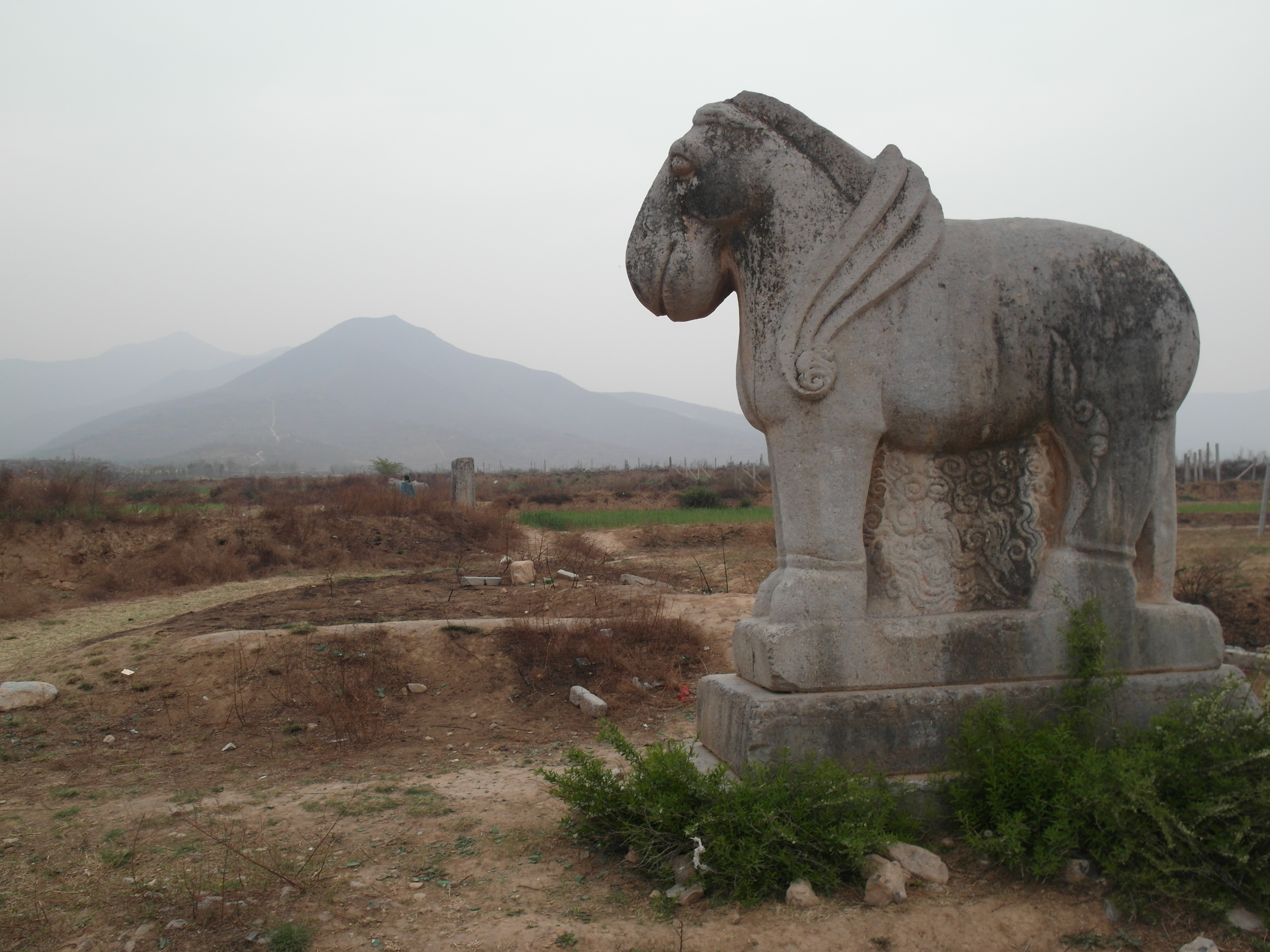
Zhenling